# Jacob Talmon
 (mars 2017).
Jacob Leib Talmon, en hébreu יעקב ליב טלמון Yaakov Leib Talmon, né, sous le nom Yaakov Leib Fleischer, le 14 juin 1916 à Rypin  au nord de la Pologne centrale, pendant la domination russe,  dans une famille juive orthodoxe, mort le 16 juin 1980, est un historien israélien, professeur d'histoire moderne à l'université hébraïque de Jérusalem.

## Biographie
En 1934, il quitte la Pologne pour venir faire ses études à l'université hébraïque de Jérusalem, en Palestine mandataire (aujourd'hui Israël). En 1939 il poursuit ses études en France, mais en 1940 se réfugie à Londres après l'invasion du pays par les Allemands. Il obtient en 1943 un doctorat à la London School of Economics. 
Il reçoit le Prix Israël en 1957.
Il a principalement étudié la généalogie du totalitarisme, soulignant les ressemblances entre le jacobinisme et le stalinisme. En effet, d'après Jacob Talmon, ce type de « messianisme politique » qu'est le stalinisme se situe dans l'héritage de la période de la Terreur de la Révolution française. Il est un des premiers, après Bertrand de Jouvenel (Du Pouvoir, 1945), à avoir employé l'expression « démocratie totalitaire », dont l'origine remonterait à la conception rousseauiste de la démocratie et qui aurait pour aboutissement le stalinisme.
Jacob Talmon a été catégorisé comme « penseur de la guerre froide » du fait de l'anti-marxisme fervent qui imprègne ses principaux travaux. Sa vision du libéralisme se rapproche de la pensée politique de Isaiah Berlin, Friedrich August von Hayek et Karl Popper. Il a exercé une influence considérable sur l'historien israélien Zeev Sternhell.

## Publications majeures
- The Origins of Totalitarian Democracy, Londres, 1952. Édition française : Les Origines de la démocratie totalitaire, Paris, Calmann-Lévy, 1966.
- The Nature of Jewish History-Its Universal Significance, 1957.
- Political Messianism - The Romantic Phase, 1960.
- The Unique and The Universal, 1965. Édition française : Destin d'Israël. L'Unique et l'Universel, Paris, Calmann-Lévy, coll. « Liberté de l'esprit », 1967, 307 p.
- Romanticism and Revolt: Europe 1815-1848, Londres, Thames & Hudson, 1967. Édition française : Romantisme et Révolte. L'Europe entre 1815 et 1848, Paris, Flammarion, 1969, 216 p.
- Israel among the Nations, 1968.
- The Age of Violence, 1974.
- The Myth of Nation and Vision of Revolution, The Origins of Ideological Polarization in the 20th Century, 1981.
- The Riddle of the Present and the Cunning of History, 2000.